# Nematoplana erythraeensis
Nematoplana erythraeensis är en plattmaskart som beskrevs av Curini-Galletti och Martens 1992. Nematoplana erythraeensis ingår i släktet Nematoplana och familjen Nematoplanidae.
Artens utbredningsområde är Röda havet. Inga underarter finns listade i Catalogue of Life.